# Эскадренные миноносцы типа «Изяслав»
Эскадренные миноносцы типа «Изяслав» — тип эскадренных миноносцев, строившихся по программе «усиленного» судостроения на 1913—1917 годы (так называемая «большая» судостроительная программа), и принадлежащие второй серии эскадренных миноносцев типа «Новик».

## История
Эскадренные миноносцы типа «Изяслав» были заказаны по программе «усиленного» судостроения на 1913—1917 годы в числе 36 эсминцев 35 узловой скорости для Балтийского флота.
Корабли данного типа были наиболее мощными по вооружению и крупными среди эсминцев русского флота того времени, фактически являлись лидерами, хотя официально такого класса кораблей в дореволюционной России ещё не существовало.
В отличие от остальных турбинных эсминцев типа «Новик» эсминцы типа «Изяслав» имели вертикальные образования бортов корпуса, удлиненный полубак и противокреновые цистерны Фрама. Проект постройки был разработан французской фирмой «А. Норманд» на основе конкурсных предложений по эсминцу 35 узловой скорости фирмы «Ланге и сын» (где было стандартное водоизмещение 1 325 тонн, турбины системы «Кертис-Вулкан» — 30 000 л.с., котлы системы «Вулкан»). Французы, с целью выполнения условий тактико-технического задания, увеличили водоизмещение на 25 тонн и длину на 2,3 метра. Так же были установлены более новые и экономичные турбины системы «Браун-Бовери-Парсонс» и котлы повышенной паропроизводительности системы «Норманд». В целях повышения живучести все вспомогательные механизмы были продублированы.
10 января 1913 года Морское ведомство заключило контракт с акционерным обществом «Беккер и Ко» на постройку 5 эсминцев с разрешением заказать для 2 из них паровые турбины и вспомогательные механизмы за границей.
Эсминец «Прямислав» был заложен раньше других кораблей данного типа, ещё до окончательного утвержденных чертежей и спецификаций, в которых некоторые размеры были увеличены с целью создать им больший запас водоизмещения, в результате чего его ТТХ несколько отличаются.
Все корабли серии были построены Акционерным обществом либавских железоделательных и сталелитейных заводов в Ревеле.
13 февраля 1915 года Морской Генеральный штаб, оценивая эсминцы типа «Изяслав» как наиболее удачные среди строившихся на Балтике кораблей данного класса, обратился к Морскому ведомству с просьбой заказать акционерному обществе «Беккер и Ко» ещё 3 подобных корабля. Однако завод не справлялся с уже имеющимся заказом и заключение контракта перенесли на более поздний срок.
Из-за позднего вступления в строй, эсминцы типа «Изяслав» участия в боевых действиях Первой мировой войны практически не принимали, лишь несли дозорную и конвойную службу.

## Тактико-технические характеристики

### Вооружение
Изначально, по проекту, на эсминцах типа «Изяслав» должно было быть всего два орудия главного калибра. Но по опыту боевых действий Первой мировой, было принято решение о дополнительной установке 3-го 102-мм орудия. Этого смогли добиться в результате сокращения числа торпедных аппаратов (ТА).
7 июня 1916 года Главное Управление кораблестроения распорядилось разместить на полубаке 4-е орудие главного калибра и снабдить корабли приборами центральной наводки (3-метровый дальномер, визиры и счётно-решающие приборы). Но уже в ходе достройки эсминцы были довооружены пятым орудием.

## Представители
| Название          | Заложен | Спуск | В строю | Флот       | Статус |
| ----------------- | ------- | ----- | ------- | ---------- | --- |
| «Изяслав»         | 1913    | 1914  | 1917    | БФ         | До 9 июня 1914 года — «Громоносец» («Громовержец»). C 31 декабря 1922 года — «Карл Маркс». Уничтожен в 1941 году.                                                                |
| «Прямислав»       | 1913    | 1915  | 1927    | БФ         | C 5 февраля 1925 года — «Калинин». 27 августа 1941 года подорвался на мине в Финском заливе при переходе из Таллина в Кронштадт.                                                 |
| «Автроил»         | 1913    | 1914  | 1917    | БФ         | В 1918 году захвачен в бою с кораблями британского флота. Передан Эстонской республике (с 1919 года — «Леннук»). В 1933 году был продан Перу (переименован в «Алмиранте Гиссе»). |
| «Брячислав»       | 1913    | 1915  |         | недостроен | Затонул в Петроградском порту в 1923 году, поднят и через год исключён из состава ВМФ.                                                                                           |
| «Фёдор Стратилат» | 1914    | 1917  |         | недостроен | В 1924 году исключён из состава ВМФ. |